# Jääsaari (ö i Norra Savolax)
Jääsaari är en ö i Finland. Den ligger i sjön Kaavinjärvi och i kommunen Kaavi i den ekonomiska regionen  Nordöstra Savolax ekonomiska region  och landskapet Norra Savolax, i den centrala delen av landet, 400 km nordost om huvudstaden Helsingfors. Öns area är 1,3 hektar och dess största längd är 160 meter i sydöst-nordvästlig riktning.